# AGM-179 JAGM
El misil aire-tierra conjunto AGM-179 (en inglés: Joint Air-to-Ground Missile; JAGM) es un misil aire-superficie elegido por un programa militar estadounidense de desarrollo tecnológico para reemplazar a los misiles lanzados desde el aire BGM-71 TOW, AGM-114 Hellfire y AGM-65 Maverick. El Ejército, la Armada y el Cuerpo de Marines de EE. UU. planean comprar miles de misiles JAGM.

## Descripción
El programa para desarrollar un nuevo misil tierra-aire "Joint Air-to-Ground Missile" (JAGM) es una continuación del fallido programa "Joint Common Missile AGM-169" que fue cancelado debido a recortes presupuestarios. El programa JAGM compartió básicamente los mismos objetivos y tecnologías que JCM pero se desarrollará en una escala de tiempo más larga.

## Historia
En junio de 2007, el Departamento de Defensa de EE. UU. publicó un borrador de solicitud de propuestas (RFP) lanzando un concurso para el programa "Conjunto de Misiles Aire-Tierra" (Joint Air to Ground Missile, JAGM). En 2008, Raytheon y Boeing se unieron para conseguir un contrato de 125 millones de $, y Lockheed Martin recibió un contrato para desarrollo de tecnología de 122 millones de $ para un sistema de misiles aire-tierra conjunto (JAGM). Los contratos de 27 meses del Comando de Aviación y Misiles del Ejército de EE. UU. son para una fase competitiva de reducción de riesgos.
Cada fabricante presentó su propuesta en la primavera de 2011, y se esperaba la adjudicación del contrato en el primer trimestre de 2012. Sin embargo, en septiembre, el Ejército y la Armada solicitaron la finalización del programa JAGM. El programa JAGM sobrevivió a una reducción presupuestaria en 2012 con una financiación más reducida.
En 2012, Lockheed Martin y Raytheon recibieron contratos del Ejército de los EE. UU. para ampliar el programa de desarrollo de tecnología JAGM, incluidas las fases de diseño, prueba y demostración para la sección de guía JAGM. En 2013, el Ejército anunció que no otorgaría a Raytheon un contrato para el resto de la fase de desarrollo tecnológico (TD) y continuaría con el contrato de Lockheed.
En 2015, el Ejército emitió una solicitud de propuesta (request for proposal, RFP) para una actualización de la sección de guiado del misil JAGM. Lockheed Martin iba a ofrecer su buscador de radar de ondas milimétricas y láser de modo dual, y Raytheon podría presentar su buscador de modo triple que agrega imágenes infrarrojas si decide competir. Lockheed Martin recibió un contrato de ingeniería y fabricación de 66 millones de dólares para combinar sus buscadores de ondas láser y milimétricas en el cuerpo del misil Hellfire Romeo. Raytheon decidió no competir, pero conserva su buscador trimodal en caso de que el Ejército lo solicite.
El programa JAGM fue finalmente designado como AGM-179. En 2018 se aprobó un contrato de producción inicial de baja tasa (LRIP) para fabricar misiles JAGM. El AGM-179A logró la capacidad operativa inicial (IOC) con los helicópteros Bell AH-1Z Viper a principios de 2022, autorizando el arma para la entrada en servicio.
El 30 de agosto de 2022, el JAGM se declaró listo para la producción a gran escala. Se habían producido 1.000 misiles en febrero de 2022, fabricándose a la tasa mínima de mantenimiento con una producción de tasa baja. Se están desarrollando mejoras para el JAGM, como una variante de alcance medio con un alcance de 16 km (9,9 millas) sin cambiar las dimensiones del misil.
El 16 de noviembre de 2022, Lockheed Martin probó el JAGM-Medium Range, o JAGM-MR, que voló 16 km. La versión también incorpora un buscador trimodal que agrega un sensor de imágenes, que originalmente era un requisito para el misil pero se eliminó debido a factores de coste; se agregó nuevamente en el JAGM-MR a medida que la tecnología de búsqueda se volvió más asequible. Lockheed afirma que la capacidad mejorada se puede proporcionar a un coste cercano al JAGM inicial.

## Plataformas de lanzamiento
- AH-64 Apache
- General Atomics MQ-1C Grey Eagle[4]
- MH-60R/S Seahawk
- MH-60 Black Hawk Penetrador Armado Defensivo (DAP)
- AH-1Z Viper[22]
- Bell OH-58 Kiowa
- Boeing AH-6
- MQ-9 Reaper
- Lockheed Martin F-35 Lightning II
- Mark 41 VLS  (a través del host exls o con los exls de 3 celdas)

## Operadores
- Reino Unido: Seleccionado por Reino Unido para equipar sus helicópteros AH-64 ApacheE.[23]

- Estados Unidos: El JAGM estaba destinado al servicio conjunto con el Ejército de los Estados Unidos, la Armada de los Estados Unidos y el Cuerpo de Marines de los Estados Unidos al proporcionar una configuración de misil único para muchas plataformas. El programa JAGM ofreció los servicios con una mayor flexibilidad operativa y costes reducidos de apoyo logístico.[4]

En febrero de 2012, la Marina y el Cuerpo de Infantería de Marina dieron por finalizado su participación en el programa, diciendo que era un "riesgo manejable" hacerlo y que, en cambio, se centrarían en el GBU-53/B SDB II y continuarían con la adquisición de Hellfire, haciendo que el JAGM acabe siendo un programa exclusivo del Ejército de Tierra estadounidense. En marzo de 2014, volvieron a ingresar al programa, con documentos que muestran la integración del misil en los helicópteros Bell AH-1Z Viper.